# 上富田町
上富田町（日语：／ Kamitonda chō */?）是位於日本和歌山縣南部的行政區劃。
轄區位於田邊市東南部，富田川流經的山谷間。

## 人口
自1965年起，上富田町的人口即持續增加，經歷1970年代日本人口開始往大都市集中，甚至在2015年後日本總人口開始負成長，由於上富田町持續的吸引中小企業，確保町內的工作機會，同時改善居住便利性，使得上富田町的人口依然持續的在成長。
| 上富田町人口分布圖 |                                                 |  |
| 上富田町與日本全國年齡別人口分布比較圖 （2005年資料） | 上富田町的年齡、男女別人口分布圖 （2005年資料） |  |
| ■紫色是上富田町 ■綠色是全国 | ■藍色是男性 ■紅色是女性                         |  |
| 上富田町人口變化 \| 1970年 \| 9,985人 \| \| \| 1975年 \| 10,636人 \| \| \| 1980年 \| 11,835人 \| \| \| 1985年 \| 12,702人 \| \| \| 1990年 \| 13,180人 \| \| \| 1995年 \| 13,752人 \| \| \| 2000年 \| 14,501人 \| \| \| 2005年 \| 14,775人 \| \| \| 2010年 \| 14,807人 \| \| \| 2015年 \| 14,989人 \| \| \| 2020年 \| 15,236人 \| \| |                                                 |  |
| 資料來源：日本總務省統計中心提供之人口普查數據 |                                                 |  |
| 1970年 | 9,985人                                         |  |
| 1975年 | 10,636人                                        |  |
| 1980年 | 11,835人                                        |  |
| 1985年 | 12,702人                                        |  |
| 1990年 | 13,180人                                        |  |
| 1995年 | 13,752人                                        |  |
| 2000年 | 14,501人                                        |  |
| 2005年 | 14,775人                                        |  |
| 2010年 | 14,807人                                        |  |
| 2015年 | 14,989人                                        |  |
| 2020年 | 15,236人                                        |  |

## 历史
過去在令制國時代屬於牟婁郡，江戶時代成為紀州德川家御付家老三河安藤氏紀伊田邊藩的領地；19世紀末實施廢藩置縣後改隸屬田邊縣，1871年後改劃入和歌山縣。
1889年日本實施町村制，現在的上富田町轄區在當時分屬生馬村、朝來村、市之瀨村、岩田村四個行政區劃，另有下鮎川地區屬於鮎川村。
1956年位於北部的市之瀨村、岩田村及屬於鮎川村的部分地區合併為上富田町，同時位於西部與南部的生馬村和朝來村合併為富田川町；1958年上富田町與富田川町再次合併為現在的上富田町。

### 變遷表
| 1889年4月1日 | 1889年 - 1912年 | 1912年 - 1944年 | 1945年 - 1954年 | 1955年 - 1989年              | 1955年 - 1989年              | 1989年 - 現在                | 現在                         |
| ------------ | --------------- | --------------- | --------------- | ---------------------------- | ---------------------------- | ---------------------------- | ---------------------------- |
| 鮎川村       | 鮎川村          | 鮎川村          | 鮎川村          | 1956年9月30日 合併為大塔村   | 1956年9月30日 合併為大塔村   | 2005年5月1日 合併為田邊市    | 2005年5月1日 合併為田邊市    |
| 鮎川村       | 鮎川村          | 鮎川村          | 鮎川村          | 1956年9月30日 合併為上富田町 | 1958年3月31日 合併為上富田町 | 1958年3月31日 合併為上富田町 | 1958年3月31日 合併為上富田町 |
| 市之瀨村     |                 |                 |                 | 1956年9月30日 合併為上富田町 | 1958年3月31日 合併為上富田町 | 1958年3月31日 合併為上富田町 | 1958年3月31日 合併為上富田町 |
| 岩田村       |                 |                 |                 | 1956年9月30日 合併為上富田町 | 1958年3月31日 合併為上富田町 | 1958年3月31日 合併為上富田町 | 1958年3月31日 合併為上富田町 |
| 生馬村       | 生馬村          | 生馬村          | 生馬村          | 1956年9月30日 合併為富田川町 | 1958年3月31日 合併為上富田町 | 1958年3月31日 合併為上富田町 | 1958年3月31日 合併為上富田町 |
| 朝來村       |                 |                 |                 | 1956年9月30日 合併為富田川町 | 1958年3月31日 合併為上富田町 | 1958年3月31日 合併為上富田町 | 1958年3月31日 合併為上富田町 |

## 交通
鐵路西日本旅客鐵道紀勢本線、高速公路紀勢自動車道和國道42號皆以南向穿過位於轄區西部的主要市區，而沿著富田川有國道311號將市區與轄內其他地區串聯起來。
客運路線則主要由明光巴士所經營。

### 鐵路
- 西日本旅客鐵道
  - 紀勢本線：（←白濱町） - 朝來車站 - （田邊市→）

### 公路
高速公路
- 紀勢自動車道：（田邊市） - 上富田交流道 - （白濱町）

## 外部連結
- （日語） 上富田町公所的Facebook專頁